# Lycosa arambagensis
Lycosa arambagensis är en spindelart som beskrevs av Biswas 1992. Lycosa arambagensis ingår i släktet Lycosa och familjen vargspindlar. Inga underarter finns listade i Catalogue of Life.